# 深代陸
深代 陸（ふかしろ りく、2000年4月12日 - ）は、大阪府出身のサッカー選手。ポジションはMF。

## クラブ歴
西武台高等学校から拓殖大学に進学した。
2023年1月29日にシンガポールプレミアリーグのアルビレックス新潟シンガポールへの加入が発表された。同クラブは同月に同じ拓殖大学から岸本駿朔、小川開世の加入も発表していたため、三人は大学に引き続いてチームメイトとなった。2月19日のシンガポール・チャリティーシールドでニッキー・メルヴィン・シンに代わって途中出場して選手初出場を記録した。
2024年1月19日に同じくシンガポールプレミアリーグのバレスティア・カルサFCへの移籍が発表された。
2025年6月27日、バレスティア・カルサ退団が発表された。7月1日にゲイラン・インターナショナルFCに加入。